# Regan Vest
Regan Vest är en atombombssäker bunker, som ligger 60 meter under marken i Rold Skov, söder om Ålborg på Jylland. Namnet är en förkortning av REGeringsANlæg VESTdanmark, och det finns vid Hellebæk på Sjælland den motsvarande anläggningen Regan Øst. Bunkern var avsedd att vara en arbets- och uppehållsplats för Danmarks regering, kungahus med mera i ett militärt krisläge. Härifrån skulle den civila danska krisledningen ske. Marken för anläggningen köptes 1961, och den färdigbyggda bunkern togs i bruk 1969. Den togs ur bruk 2012. Regan Vest är numera omvandlat till ett museum.
Bunkermuseet ligger under Nordjyske Museer. Museet ritades av arkitektbyrån AART och fick 2023 priset Årets Byggeri.
Regan Vest är till skillnad från andra bunkeranläggningar i Danmark inte grävd ner i marken, utan byggd inne i en kalkgruva, nedsprängd i berget. Anläggningen har formen av två cykelslangar vid sidan av varandra. Var cykelslang är delat i två våningsplan. Anläggningen har sammanlagt två kilometer gångar, tunnlar och schakt och kan härbärgera upp till 350 personer, fördelade på 232 rum. Cirkelformen gjorde anläggningen mindre sårbar för bombnedslag. Bunkerns matsal var dekorerad med en väggmålning med en vårskog och uppehållsrummet med en höstskog.
Regan Vest är sedan 2014 ett byggnadsminne.